# Alojzy Caburlotto
Luigi Caburlotto (ur. 7 czerwca 1817 w Wenecji, zm. 9 lipca 1897) – włoski prezbiter, założyciel zgromadzenia Córek św. Józefa, błogosławiony Kościoła katolickiego.

## Życiorys
Luigi Caburlotto urodził się 7 czerwca 1817 roku w Wenecji. Uczęszczał do gimnazjum braci i księdzy Antonangeli Marco Cavanis, a następnie wstąpił do seminarium. 24 września 1842 roku przyjął święcenia kapłańskie. W wieku 26 lat został mianowany pracownikiem parafii świętego Jakuba w Orio, a 15 października 1849 został jej proboszczem. 30 kwietnia 1850 z pomocą dwóch katechetów założył szkołę dla biednych dzieci. Był założycielem zgromadzenia Córek św. Józefa. Zmarł 9 lipca 1897 w obecności patriarchy Giuseppa Sarto, przyszłego papieża Piusa X.
W 1994 został uznany czcigodnym. W 2009 jego szczątki zostały przeniesione z domu generalnego do kościoła św. Sebastiana w Dorsoduro. W 2014 papież Franciszek promulgował dekret o heroiczności jego cnót. Jego beatyfikacja odbyła się 16 maja 2015.